# Джей, Даллас
Да́ллас Дже́ффри Джей (англ. Dallas Jeffrey Jaye; 19 июня 1993, Данвилл, Калифорния, США) — гуамский и американский футболист, вратарь. Выступал за сборную Гуама.

## Карьера

### Университетский футбол
В 2011—2014 годах Джей обучался в Южно-Флоридском университете и, пропустив первый год, три года играл за университетскую футбольную команду «Саут Флорида Буллс» в Национальной ассоциации студенческого спорта.
В 2015 году Джей перешёл в Университет Ксавье и в выпускной год играл за «Зейвьер Маскитирс».
В 2013—2015 годах также выступал за клуб «Тусон» в Премьер-лиге развития ЮСЛ.

### Клубная карьера
Джей был доступен на Супердрафте MLS 2016, но остался невыбранным.
15 февраля 2016 года Джей подписал контракт с клубом-новичком USL «Цинциннати». Его дебют за «Цинциннати» состоялся 18 мая 2016 года в матче Открытого кубка США против «Инди Илевен Эн-пи-эс-эл», в котором он вышел в стартовом составе. В USL дебютировал 28 августа 2016 года в матче против «Нью-Йорк Ред Буллз II», выйдя на замену в начале первого тайма вместо удалённого с поля основного голкипера «Цинциннати» Митча Хилдебрандта. 13 января 2017 года «Цинциннати» переподписал контракт с Джеем на сезон 2017. 29 июля 2017 года в матче против «Рочестер Райнос» он был удалён со скамейки запасных за матерный язык. По окончании сезона 2017 «Цинциннати» не продлил контракт с Джеем.
19 декабря 2017 года Джей присоединился к клубу USL «Финикс Райзинг» на сезон 2018. За клуб не сыграл ни одного матча.
5 февраля 2019 года Джей подписал контракт с клубом новообразованной лиги USL1 «Гринвилл Трайамф». 29 марта 2019 года участвовал в инаугуральном матче USL1, в котором «Гринвилл Трайамф» встретился с «Саут Джорджия Тормента». По итогам сезона 2019, в 13 матчах которого оставил свои ворота в неприкосновенности и совершил 47 сейвов в 27 матчах, Джей был признан вратарём года в USL1 и был включён в первую символическую сборную USL1. 25 ноября 2019 года «Гринвилл Трайамф» переподписал контракт с Джеем на сезон 2020 с опцией продления на сезон 2021. По итогам сезона 2020, девять матчей отстоявший на ноль и совершивший 32 сейва в 16 матчах, Джей вновь был назван вратарём года и был включён в первую символическую сборную.
19 января 2022 года Джей подписал контракт с новообразованным клубом Чемпионшипа ЮСЛ «Монтерей-Бей». Дебютировал за «Монтерей-Бей» 2 апреля в матче против «Сакраменто Рипаблик». 18 июля Даллас Джей объявил о завершении игровой карьеры и переходе на тренерскую работу в качестве ассистента в мужской футбольной команде Калифорнийского колледжа Сент-Мэрис. Свой прощальный матч сыграл 23 июля против «Нью-Йорк Ред Буллз II», выйдя на замену в компенсированное время второго тайма.

### Международная карьера
За сборную Гуама Джей дебютировал 12 июня 2012 года в товарищеском матче со сборной Филиппин.

## Достижения
Командные
 «Гринвилл Трайамф»
- Чемпион Лиги один ЮСЛ: 2020
- Победитель регулярного чемпионата Лиги один ЮСЛ: 2020

Индивидуальные
- Член первой символической сборной Лиги один ЮСЛ: 2019, 2020
- Вратарь года в Лиге один ЮСЛ: 2019, 2020
- «Золотая перчатка» Лиги один ЮСЛ: 2019, 2020

## Статистика

### Клубная статистика
| Выступление      | Выступление      | Выступление      | Лига | Лига | Плей-офф | Плей-офф | Кубок | Кубок | Итого | Итого |
| Клуб             | Лига             | Сезон            | Игры | Голы | Игры     | Голы     | Игры  | Голы  | Игры  | Голы  |
| ---------------- | ---------------- | ---------------- | ---- | ---- | -------- | -------- | ----- | ----- | ----- | ----- |
| Цинциннати       | USL              | 2016             | 2    | -2   | 0        | 0        | 1     | -1    | 3     | -3    |
| Цинциннати       | USL              | 2017             | 1    | -1   | 0        | 0        | 1     | 0     | 2     | -1    |
| Цинциннати       | Итого            | Итого            | 3    | -3   | 0        | 0        | 2     | -1    | 5     | -4    |
| Финикс Райзинг   | USL              | 2018             | 0    | 0    | 0        | 0        | 0     | 0     | 0     | 0     |
| Финикс Райзинг   | Итого            | Итого            | 0    | 0    | 0        | 0        | 0     | 0     | 0     | 0     |
| Гринвилл Трайамф | USL1             | 2019             | 27   | -21  | 2        | -1       | 2     | -2    | 31    | -24   |
| Гринвилл Трайамф | USL1             | 2020             | 16   | -11  | —        | —        | —     | —     | 16    | -11   |
| Гринвилл Трайамф | USL1             | 2021             | 18   | -24  | 0        | 0        | —     | —     | 18    | -24   |
| Гринвилл Трайамф | Итого            | Итого            | 61   | -56  | 2        | -1       | 2     | -2    | 65    | -59   |
| Монтерей-Бей     | USLC             | 2022             | 9    | -20  | —        | —        | 1     | -2    | 10    | -22   |
| Монтерей-Бей     | Итого            | Итого            | 9    | -20  | —        | —        | 1     | -2    | 10    | -22   |
| Всего за карьеру | Всего за карьеру | Всего за карьеру | 73   | -79  | 2        | -1       | 5     | -5    | 80    | -85   |

Источник: Soccerway.

### Международная статистика
| Команда | Год   | Игры | Голы |
| ------- | ----- | ---- | ---- |
| Гуам    |       |      |      |
| 2012    | 3     | −4   |      |
| 2013    | 1     | 0    |      |
| 2014    | 1     | 0    |      |
| 2015    | 2     | −2   |      |
| 2016    | 2     | −4   |      |
| 2018    | 3     | −3   |      |
| 2019    | 5     | −9   |      |
| 2021    | 5     | −16  |      |
| Всего   | Всего | 22   | −38  |

Источник: National Football Teams.